# Midnight Silence
Pour plus de détails, voir Fiche technique et Distribution.
Midnight Silence (hangeul : 미드나이트 ; RR : Mideunaiteu ; litt. « Minuit ») est un film sud-coréen réalisé par Kwon Oh-seung, sorti en 2021.

## Synopsis
Une jeune employée sourde du centre d'appels pour les personnes sourdes communiquant en langue des signes coréenne croise un tueur en série, qui est en quête d'une proie en pleine nuit de Séoul.

## Fiche technique
Sauf indication contraire ou complémentaire, les informations mentionnées dans cette section peuvent être confirmées par la base de données de KMDb
- Titre original : 미드나이트
- Titre français : Midnight Silence
- Réalisation et scénario : Kwon Oh-seung
- Musique : Hwang Sang-jun et Sébastien Pan
- Direction artistique : Lee Byeong-joon
- Costumes : Choe Ui-yeong
- Photographie : Cha Taek-gyun
- Montage : Lee Gang-hui
- Production : Kim Hyun-woo
- Société de production : Peppermint & Company ; CJ ENM
- Société de distribution : TVING / CJ Entertainment (Corée du Sud)
- Pays de production :  Corée du Sud
- Langue originale : coréen, langue des signes coréenne
- Format : couleur
- Genre : thriller
- Durée : 103 minutes
- Dates de sortie :
  - Corée du Sud : 30 juin 2021
  - France : 10 mai 2022 (vidéo à la demande)

## Distribution
- Jin Ki-joo (VF : Cindy Lemineur) : Kim Kyung-mi
- Wi Ha-joon (VF : Adrien Larmande) : Do-shik
- Kim Hye-yoon (VF : Leslie Lipkins) : Choi Seo-jung
- Gil Hae-yeon (en) : la mère de Kyung-mi
- Park Hoon (VF : Stéphane Fourreau)  : Choi Jong-tak, le frère de Seo-jung
- Kang In-seo : un employé
- Song Yoo-hyun : le chef de section

Version française : 
- Société de doublage : Hiventy
- Direction artistique : Eric Sola
- Adaptation des dialogues : Amandine Joyaux

 Source et légende : version française (VF) sur le carton du doublage français.

## Production
En août 2019, on apprend que l'engagement de Jin Ki-joo et Wi Ha-joon est confirmé pour interpréter leurs rôles principaux. En septembre de la même année, on révèle la participation de Kim Hye-yoon au film.
Le tournage commence le 8 septembre 2019.

## Accueil
Le film sort le 30 juin 2021, à la fois dans les salles sud-coréennes et en streaming sur TVING.
En France, il est présenté, en avant-première, le 30 octobre 2021, au festival du film coréen à Paris, ainsi qu'en compétition, le 7 avril 2022, au festival du film policier ayant lieu à l'Opéra de Reims,. Le 10 mai 2022, il est lancé en vidéo à la demande.

## Distinctions

### Récompenses
- Grimmfest 2021 : meilleur film[9]
- FanTasia 2021 : prix du public pour le meilleur film asiatique[10],[11]